# Phlegmariurus squarrosus
Espèce
Phlegmariurus squarrosus est une espèce de lycophytes de la famille des Lycopodiaceae. Le genre Phlegmariurus est accepté dans le Pteridophyte Phylogeny Group de la classification de 2016 (PPG I), mais pas dans les autres classifications qui fusionnent ce genre avec le genre Huperzia, et range cette espèce sous le taxon 'Huperzia squarrosa.

## Répartition
L'espèce a une large répartition depuis l'Ouest de l'océan Indien, en passant par l'Asie tropicale et subtropicale jusqu'à l'Est de l'Australie et le Pacifique.

## Systématique
Le nom correct complet (avec auteur) de ce taxon est Phlegmariurus squarrosus (G.Forst.) Á.Löve & D.Löve.
L'espèce a été initialement classée dans le genre Lycopodium sous le basionyme Lycopodium squarrosum G.Forst..
Phlegmariurus squarrosus a pour synonymes :
- Huperzia acutifolia (Desv ex Poir.) Holub
- Huperzia epiceifolia (Desv. ex Poir.) Trevis.
- Huperzia forsteri Poir.
- Huperzia hookeri (Hook. & Grev.) Holub
- Huperzia remoganense Hayata
- Huperzia squarrosa (G.Forst.) Rothm.
- Huperzia squarrosa (G.Forst.) Trevis.
- Huperzia ulicifolia (Sw.) Trevis.
- Lycopodium acutifolium Desv.
- Lycopodium acutifolium Desv. ex Poir.
- Lycopodium epiceaefolium Desv.
- Lycopodium epiceifolium Desv. ex Poir.
- Lycopodium epiceifolium Desv., 1814
- Lycopodium forsteri Desv.
- Lycopodium forsteri Poir.
- Lycopodium gnidioides Blanco
- Lycopodium hookeri Wall. ex Hook. & Grev.
- Lycopodium lohitense D.D.Pant & P.S.Pandey
- Lycopodium madagascariense Desv.
- Lycopodium pseudosquarrosum Pamp.
- Lycopodium remoganense Hayata
- Lycopodium squarrosum f. hippuroides Alderw.
- Lycopodium squarrosum G.Forst.
- Lycopodium ulicifolium Vent.
- Lycopodium ulicifolium Vent. ex Sw.
- Phlegmariurus acutifolius (Desv. ex Poir.) A.R.Field & Testo
- Phlegmariurus ulicifolius (Vent. ex Sw.) S.R.Ghosh
- Urostachys epiceaefolius var. acutifolius Herter
- Urostachys epiceaefolius var. acutifolius Herter ex Nessel
- Urostachys epiceaefolius (Desv.) Herter
- Urostachys epiceaefolius (Desv.) Herter ex Nessel
- Urostachys epiceifolius var. acutifolius (Desv.) Herter
- Urostachys epiceifolius var. acutifolius (Desv.) Herter ex Nessel
- Urostachys epiceifolius (Desv. ex Poir.) Herter
- Urostachys epiceifolius (Desv. ex Poir.) Herter ex Nessel
- Urostachys madagascariensis (Desv. ex Nessel) Herter
- Urostachys squarrosus f. madagascariensis Desv.
- Urostachys squarrosus f. madagascariensis Desv. ex Nessel
- Urostachys squarrosus subsp. intermedius Herter
- Urostachys squarrosus var. proliferus (Blume) Herter
- Urostachys squarrosus var. proliferus (Blume) Herter ex Nessel
- Urostachys squarrosus (G.Forst.) Herter
- Urostachys ulicifolius (Sw.) Herter
- Urostachys ulicifolius (Sw.) Herter ex Nessel